# Krattigen
Krattigen é uma comuna da Suíça, no Cantão Berna, com cerca de 892 habitantes. Estende-se por uma área de 6,03 km², de densidade populacional de 148 hab/km². Confina com as seguintes comunas: Aeschi bei Spiez, Beatenberg, Leissigen, Sigriswil, Spiez.
A língua oficial nesta comuna é o Alemão.